# Bartolomeo de Selma y Salaverde

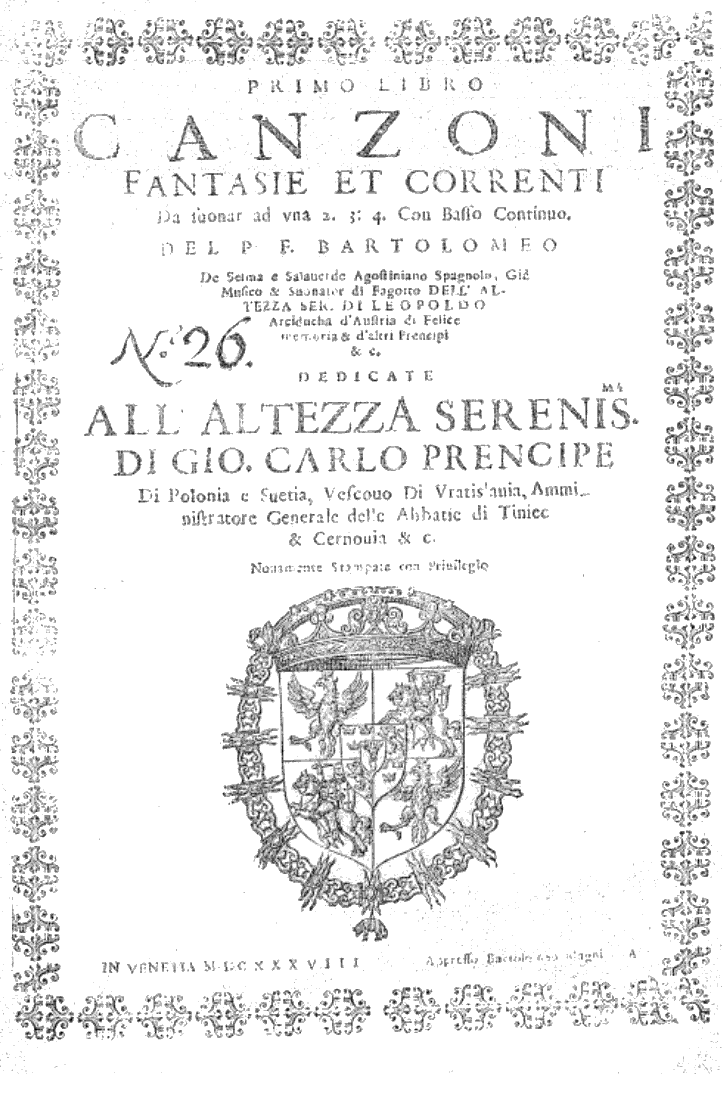
Frontispiz von Salaverdes Werk 1638

Bartolomeo de Selma y Salaverde (* um 1595 in Cuenca, Spanien; † nach 1638) war ein spanischer Dulzianspieler, Fagottist und Komponist des Frühbarocks.

## Leben und Wirken
Bartolomeo de Selma y Salaverde erhielt seine musikalische Ausbildung vermutlich durch seinen Vater, den spanischen Hofmusiker und Blasinstrumentenbauer Bartolomé de Selma (um 1585 bis um 1616). Nach seiner musikalischen Ausbildung trat er 1613 in den Augustinerorden ein und bereiste Mitteleuropa. In der Zeit von 1628 bis 1630 wirkte er als Fagottist in der Hofkapelle des Erzherzogs Leopold V. von Tirol in Innsbruck. Letzterer hatte 1626, nach seiner Heirat mit Claudia de’ Medici, die Hofkapelle nach italienischem Vorbild erheblich vergrößert und mit besten Musikern Europas besetzt.
Weitere Stationen Salaverdes sind nicht genau bekannt. Er hat vermutlich in verschiedenen Hofkapellen gearbeitet, möglicherweise in Österreich und Polen. 1638 ließ er in Venedig einen Sammelband unter dem Titel „Canzoni fantasie e correnti da suonar a 1, 2, 3, 4 voci con Basso Continuo“ veröffentlichten. Auf dem Titelblatt bezeichnete er sich immer noch als „Musicus & Suonator di Fagotto Erzherzog Leopoldus“. Dieses Werk ist dem Fürstbischof von Breslau, Karl Ferdinand Wasa von Polen und Schweden, dem Sohn des Königs gewidmet. Es enthält insgesamt 57 Einzelstücke, darunter Canzonen, Fantasien und Tänze wie Balletti, Gagliarden und Correnti. Einige dieser Werke sind doppelchörig angelegt. Trotz einer Verbundenheit zur venezianischen Instrumentalmusik, die jedoch aktuelle Einflüsse etwa von Dario Castello nicht aufgreift, gibt es eine Affinität zu Diego Ortiz und dessen konzertanten Dialog in der Fantasia.
Wertvoll für die Aufführungspraxis sind seine Angaben zu Tempo und Dynamik, sowie zur Verzierungspraxis. Die von ihm geführte Werkstatt gehörte zu den ersten, die Fagotte herstellte.